# Mesorhaga demeyeri
Mesorhaga demeyeri är en tvåvingeart som beskrevs av Grichanov 1998. Mesorhaga demeyeri ingår i släktet Mesorhaga och familjen styltflugor. Inga underarter finns listade i Catalogue of Life.